# ناناسه اوکاوا
ناناسه اوکاوا (انگلیسی: Nanase Ohkawa؛ زادهٔ ۲ مهٔ ۱۹۶۷) فیلم‌نامه‌نویس، مانگاکا، و وبلاگ‌نویس اهل ژاپن است.